# Hamngatan (Stockholm)
59°19′58.7″N 18°4′23.2″Ø / 59.332972°N 18.073111°Ø
Hamngatan er en gade i Stockholms innerstad, der begynder ved Nybroplan i øst og ender ved Sergels Torg i vest. Gaden fik sit nuværende navn i 1857. I forbindelse med udvidelsen af Hamngatan blev alle bygninger langs sydsiden af den såkaldte "Hamngatsbacken" revet ned i løbet af 1960'erne.
På Hamngatan finder man blandt andet shoppinggaden RH (Regeringsgatan–Hamngatan), stormagasinet Nordiska Kompaniet (NK), Gallerian, Sverigehuset, Kungsträdgården og Norrmalmstorg.

## Historien
Hamngatan øst for Regeringsgatan hed tidligere Enkehusgränden på strækningen frem til Norrlandsgatan, hvor den skiftede navn til Hamngatan. Enkehusgränden var opkaldt efter Borgerskapets änkehus der lå i det gamle Sparreska Palatset på den grund hvor stormagasinet Nordiska Kompaniet blev bygget i 1915, hvor Änkehuset forinden var ombygget til varieté-stedet Sveasalen. Hamngatan (i 1645 benævnt Hampnegathon, i 1664 Hampngatun, i 1733 Hamngatan og i 1847 Enkehusgränd eller Hamngatan) førte ned til Packare Torgs Wiken (1814), som i dag er Berzelii Park.
Hamngatan var dengang en rigtig havnegade med mole ud til den del af Nybroviken som befandt sig inden for (den klapmonterede) Ladugårds Lands Bron, der førte over Nybroviken. Bugten strakte sig fra denne bro og videre ind til det tidligere Packar- eller Fisktorget, nu Norrmalmstorg, hvor alle de salte fisk ville blive pakket om. Over tid lukkede bugten til, og sumpområdet, der opstod, blev navngivet Katthavet. I 1850'erne blev sumpen fyldt igen, og Berzelii-parken opførtes med en statue af Jacob Berzelius.
Vest for Regeringsgatan fortsatte gaden på en bakke over Brunkebergsåsen, hvor den i 1847 blev kaldt Styckgjutarebacken; navnet kom fra et kanonstøberi, der eksisterede i nabolaget Fyrmörsaren ("Fyrmesteren") nogenlunde samme sted hvor Riksbankshuset ligger idag. Bakken blev almindeligvis omtalt som Hamngatsbacken, og den kunne være svær at passere over i vintertiden pga. glatføre og sne. Modsat Fyrmörsaren lå Hoven-kvarteret (egentlig en del af Gropen-kvarteret) med husnumrene 30–38. Her blev Hamngatan til Klarabergsgatan, og herfra planlagde man allerede i 1920'erne en forbindelse til Sveavägen, men man skulle frem til 1960'erne, før denne forbindelse kunne indvies.

## Nutid
Den vestlige del af Hamngatan, mellem Kungsträdgården og Sergels Torg, ændrede sig meget i løbet af 1960'erne pga. Norrmalms totalfornyelse, idet den trafiklignende Hamngatsbacken op til Malmskillnadsgatan forsvandt. Gaden blev udvidet og nogle bevaringsværdige bygninger blev revet ned, bl.a. De sagerske huse, Sidenhuset og Blancheteatern. Malmskillnadsgatan går efterfølgende via en bro over Hamngatan, og på et senere tidspunkt, i årene 2017-2018, er nogle af de huse, der blev bygget i 1960'erne, ligeledes blevet revet ned og erstattet af nyere. Dette gælder bl.a. Gallerian på hjørnet af Regeringsgatan og den såkaldte H-bygning i kvarteret Hästskon.

## Sporvogne
På strækningen mellem Nybroplan og Kungsträdgårdsgatan kørte der sporvogne i perioden 1877 til 1967. Da Djurgårdslinjen blev åbnet i sommeren 1991, vendte sporvognstrafikken tilbage på ruten fra Nybroplan til en vendesløjfe ved Norrmalmstorg. Denne kørsel foregik med veteranvogne, var af museumskarakter og fandt ikke sted om vinteren.
I 2010 blev der bygget nye spor i hele Hamngatan op til Sergels Torg, med en midlertidig endesstation udenfor Gallerian. Dette som en første fase i projektet Spårväg City. Trafikken på linje 7 blev indviet den 21. august 2010 af finansborgmesteren Sten Nordin og regionsleder af trafikafdelingen Christer G Wennerholm, og dagen efter åbnede den reelle trafik mellem Sergels Torg og Waldemarsudde. Som følge heraf vendte sporvogne (letbanen) tilbage til regelmæssig drift på Hamngatan efter at have været skrinlagt siden Højretrafikomlægningen i september 1967.
Allerede i 2015 blev letbanetrafikken dog lukket ned igen på den vestlige del af Hamngatan, og Kungsträdgården fik status af midlertidig endestation pga. en renovering af strækningen Klarabergsgatan - Sergels Torg - Hamngatan. Arbejdet foregik i etaper begyndende mellem Drottninggatan og Sergelgatan og blev koordineret med udvidelsen af Spårväg City. Efter afslutningen af arbejdet blev letbanedriften genoptaget på hele Hamngatans rute den 3. september 2018.

## Billeder af Hamngatan gennem tiden
- Hamngatan mod øst (1956).
- Hamngatan mod vest (1968).
- Hamngatan i østlig retning (maj 1974).
- Hamngatan i julebelysning (2008).
- Hamngatan mod øst (2014).

## Udvalgte bygninger og steder
Bygningerne efter nummerorden:
| Billeder | Artikelnavn        | Hamngatan nr | Anvendelse                 | Kort beskrivelse |
| -------- | ------------------ | ------------ | -------------------------- | --- |
|          | Hallwylska Museet  | 4            | Museum                     | Palæet blev opført i 1893-98 som residens i Stockholm for greveparret Walther og Wilhelmina von Hallwyl, efter tegninger af arkitekten Isak Gustaf Clason. I palæet ligger Hallwylska Museet. |
|          | Citypalatset       | 8            | Kontor- og erhvervsejendom | Citypalatset (tidligere Sydbankshuset) opført af Kreuger & Toll i årene 1930-32 efter Ivar Tengboms tegninger i skarp funktionalistisk arkitektur. Kunden var bankmanden og avisejeren Torsten Kreuger. |
|          | Chinateatern       | 11           | Biograf og teater          | Chinateatern blev skabt på Charles Magnussons initiativ og designet af arkitekten Albin Stark der var blevet inspireret under et besøg i Kina. Teatret blev indviet - som biograf - den 19. oktober 1928. Her har man opført revyer, musicals, komedier samt skoleteater, og sågar Dramaten har gjort brug af teatret.                                                                                     |
|          | PK-huset           | 10–14        | Kontor- og erhvervsejendom | Bygningen blev oprindeligt opført som hovedkvarter for Sveriges Kreditbank (der i 1974 fusioneredes til sit nuværende navn Post- och Kreditbanken) på det sted, hvor De sagerske huse fandtes frem til år 1970 med Backström & Reinius som arkitekter. |
|          | MEA-huset          | 15           | Kontor- og erhvervsejendom | Indtil 1980'erne havde tøjmagasinet Militärekiperings AB (MEA) til huse her. Virksomheden var blevet dannet i 1883 af Sven Palme med det formål at give militært personel billigere uniformer, men sortimentet blev snart udvidet. Huset var et i rækken af tre, som Wilhelm Davidson havde rejst efter tegninger af Oskar Erikson (1878-1881) med det formål at skabe et samlet facade mod Norrmalmstorg. |
|          | Åtvidabergshuset   | 17           | Kontor- og erhvervsejendom | Åtvidabergs Industrier og Skånska banken stod som fælles projektmagere, da de fik nedrevet Davidsonska palatset, der lå på grunden. I 1943-45 blev kontorbygninger opført efter Ivar Tengboms tegninger. På hjørnet af Kungsträdgårdsgatan findes et skulpturrelief af Ivar Johnsson. |
|          | Nordiska Kompaniet | 18–20        | Stormagasin                | NK öppnade den 22 september 1915 på platsen för det gamla Sparreska Palatset. Stormagasinets direktør var Joseph Sachs, og arkitekten var Ferdinand Boberg. Den 10. september 2003 blev Sveriges daværende udenrigsminister Anna Lindh myrdet i NK. |
|          | Sverigehuset       | 25           | Kontor- og erhvervsejendom | Huset er tegnet og opført i 1961-69 efter arkitekt Sven Markelius' tegninger og var Markelius' sidste opgave. Her finder man bl.a. Stockholms turistbureau. Sverigehuset er bygget på dét sted, hvor Blancheteatern lå engang. |
|          | Sparbankshuset     | 29–33        | Kontor- og erhvervsejendom | Bygningen blev rejst til brug af Stockholms stads sparbank (der brugte det til sit hovedkvarter) på det sted, hvor Sidenhuset fandtes frem til 1969. I årene 1973-1975 opførtes dette store kontorkompleks efter tegninger af arkitekt Carl Nyrén. |
|          | Hästskopalatset    | 22           | Kontor- og erhvervsejendom | Hästskopalatset er en kombineret erhvervs- og kontorejendom i Hästskon-kvarteret. Bygningen blev opført i 1935 efter tegninger af arkitekt Allan Christensen og er sammen med stormagasinet NK den eneste bygning på det tidligere "Hamngatsbacken" der fik lov at stå efter Norrmalms totalfornyelse. |
|          | Hästskon 12        | 24           | Kontor- og erhvervsejendom | Hästskon 12 er en ejendom i Hästskon-kvarteret beliggende i krydset Sveavägen/Hamngatan vid Sergels Torg. Bygningen blev opført efter tegninger af arkitekt Kjell Ödeen i årene 1962-70. Komplekset består af tre sammenbyggede bygninger, kaldet S-huset, M-huset og H-hus, efter deres placeringer ud mod Sveavägen, Malmskillnadsgatan og Hamngatan.                                                    |
|          | Gallerian          | 35–37        | Indkøbscenter              | Allerede i 1929 foreslog stockholmsarkitekten Tage William-Olsson at der bygges en overdækket butiksgade efter italiensk forbillede samme sted som nutidens Gallerian. Bygningen blev indviet i to etaper i 1976, og i 1977 var arkitekten blandt andet: Malmquist & Skoogh. Indkøbscenteret ligger der, hvor Norra Smedjegatan engang var placeret, nemlig hvor Sidenhuset engang lå.                     |